# سلمان نظر
سلمان نظر (29 مارس 1991 في باكستان - ) هو لاعب كريكت كندي.

## وصلات خارجية
- سلمان نظر على موقع إي آس بي آن كريك إنفو (الإنجليزية)